# باب الفتوح (مراكش)
باب الفتوح هو أحد أبواب مراكش التسعة عشر.

## وصلات خارجية
تحديد باب الفتوح بمراكش على خرائط غوغل ماب Google Maps